# Михайлівська сільська рада (Дунаєвецький район)
Миха́йлівська сільська́ ра́да — адміністративно-територіальна одиниця та орган місцевого самоврядування в Дунаєвецькому районі Хмельницької області. Адміністративний центр — село Михайлівка.

## Загальні відомості
Михайлівська сільська рада утворена в 1927 році.
- Територія ради: 28,363 км²
- Населення ради: 1 018 осіб (станом на 2001 рік)

## Населені пункти
Сільській раді підпорядковані населені пункти:
- с. Михайлівка
- с. Блищанівка

## Склад ради
Рада складається з 12 депутатів та голови.
- Голова ради: Козак Василь Якович
- Секретар ради: Тімофєєва Емілія Володимирівна

### Керівний склад попередніх скликань
| Прізвище, ім'я, по батькові     | Основні відомості                                                               | Дата обрання | Дата звільнення |
| ------------------------------- | ------------------------------------------------------------------------------- | ------------ | --------------- |
| Прокопчук Анатолій Анатолійович | Сільський голова, 1967 року народження, безпартійний                            | 26.03.2006   | 23.06.2008      |
| Козак Василь Якович             | Сільський голова, 1962 року народження, освіта середня спеціальна, безпартійний | 12.01.2009   | 31.10.2010      |
| Козак Василь Якович             | Сільський голова, 1962 року народження, освіта середня спеціальна, безпартійний | 31.10.2010   |                 |

Примітка: таблиця складена за даними сайту Верховної Ради України

### Депутати
За результатами місцевих виборів 2010 року депутатами ради стали:

#### За суб'єктами висування
| Суб'єкт висування | Кількість обраних депутатів | %   |
| ----------------- | --------------------------- | --- |
| Самовисування     | 12                          | 100 |

#### За округами
| № округу | Прізвище, ім'я, по батькові        | Дата визнання обраним | Освіта             | Партійна приналежність | Відомості про обраного депутата                                        |
| -------- | ---------------------------------- | --------------------- | ------------------ | ---------------------- | ---------------------------------------------------------------------- |
| 1        | Гриб Галина Олександрівна          | 04.11.2010            | середня спеціальна | позапартійна           | Дунаєвецький територіальний центр, соціальний працівник                |
| 2        | Маковський Олександр Олександрович | 04.11.2010            | вища               | позапартійний          | Кам'янець-Подільський національний університет ім. І. Огієнка, студент |
| 3        | Чорний Вадим Броніславович         | 04.11.2010            | середня            | позапартійний          | тимчасово не працює                                                    |
| 4        | Федейчук Марія Петрівна            | 04.11.2010            | середня спеціальна | позапартійна           | Михайлівська сільська рада, бухгалтер                                  |
| 5        | Тімофєєва Емілія Володимирівна     | 04.11.2010            | середня спеціальна | позапартійна           | Михайлівська сільська рада, секретар                                   |
| 6        | Поліщук Олександр Юхимович         | 04.11.2010            | середня спеціальна | позапартійний          | Кам'янець Подільський.лісгосп, лісник                                  |
| 7        | Гавщук Тетяна Володимирівна        | 04.11.2010            | середня спеціальна | позапартійна           | Михайлівський сільський клуб, завідувачка                              |
| 8        | Тумер Олександр Володимирович      | 04.11.2010            | вища               | позапартійний          | тимчасово не працює                                                    |
| 9        | Лукянова Наталія Анатоліївна       | 04.11.2010            | вища               | позапартійна           | Фінансове управління РДА, спеціаліст                                   |
| 10       | Федоришена Наталія Василівна       | 04.11.2010            | вища               | позапартійна           | пенсіонер                                                              |
| 11       | Березовський Віталій Сігізмундович | 04.11.2010            | середня спеціальна | позапартійний          | тимчасово не працює                                                    |
| 12       | Козак Лілія Миколаївна             | 04.11.2010            | вища               | позапартійна           | Михайлівська загальноосвітня школа І-ІІ ст., вчитель                   |